# Галицыновка
Галицы́новка (укр. Галицинівка) — село в Покровском районе Донецкой области Украины.

## Население
Население по данным всеукраинской переписи 2001 года составляло 1111 человек.

## История
История возникновения Голицыновки относится ко второй половине XVIII века, когда перед царским правительством стояла задача освоения завоеванных южных степей, бывшего Дикого поля. Часть земель отводилась под централизованное заселение казёнными или свободными людьми — переселенцами из Германии, греками из Крыма, бывшими казаками из расформированных казацких полков и т. д. Другая часть земель выдавалась в качестве награды государственным служащим, в частности военным. Такие земли назывались «дачными» или «владельческими». При этом владельцы новых земель были обязаны в оговоренные сроки заселить полученные земли крестьянами.
Примерно в 1778 году земли, лежащие в окрестностях нынешней Галициновки досталась в ранговую дачу генерал-майору, князю Сергею Федоровичу Голицыну. На приобретённом участке земли на основании правил ранговой дачи князь в память своего рода основал слободу Голицыновку и начал заселять её. В 1782 году при составлении общей народной переписи в деревне Голицыновке найдено и в списки внесено 79 постоянных оседлых жителей (50 мужчин и 29 женщин). Заселение слободы, расположенной в глухой и непроходимой степи, в дикой и безлюдной местности, шло медленно. К тому же князь в то время был занят делами на военной службе и уделять особое внимание своему новому поместью не мог. Для исправления ситуации он в 1787 году пригласил к себе казака-запорожца Ивана Коваленко из Бахмутских обывателей и поставил его смотрителем-хозяином своей слободы. Благодаря умелому руководству Коваленко слобода начала быстро развиваться. Жители строили себе дома, хаты-мазанки и землянки, обзаводились экономиями.
В 1789 году Коваленко, согласно желанию и просьбе слободского общества, начал ходатайствовать о постройке в Голицыновке церкви. По его желанию подцерковная земля была отведена на правом берегу реки Волчьей. По сему делу резолюцией от 14 января 1791 года преосвященный Амвросий благословил устроить в слободе деревянную церковь. 10 февраля 1791 года отправлен в Павлоградское духовное правление указ об этом.

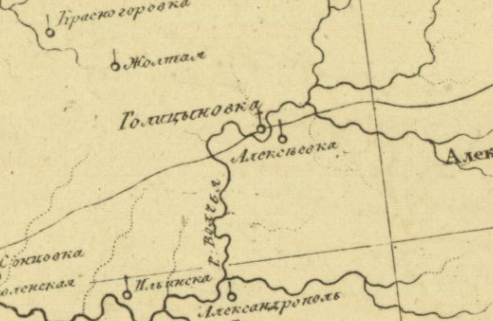
Голицыновка на карте начала ХIX в.

В июне 1793 года прихожане Голицыновской Петропавловской церкви в прошении писали преосвященному Гавриилу, митрополиту Екатеринославскому: «В слободе нашей Голицыновке церковь Петра и Павла строением пришла в совершенное окончание и в ней иконостас, сосуды, священные одеяния и книги до церковного круга принадлежащие имеются и к освящению никакого недостатка не встречается. Того ради Ваше Высокопреосвященство покорнейше просим повелеть кому следует, оную церковь освятить и святой антиминс выдать». Другой архивный источник сообщает, что в 1851 году в селе Голицыновка помещиком Котляревским была построена каменная церковь с одним престолом в честь святых апостолов Петра и Павла.

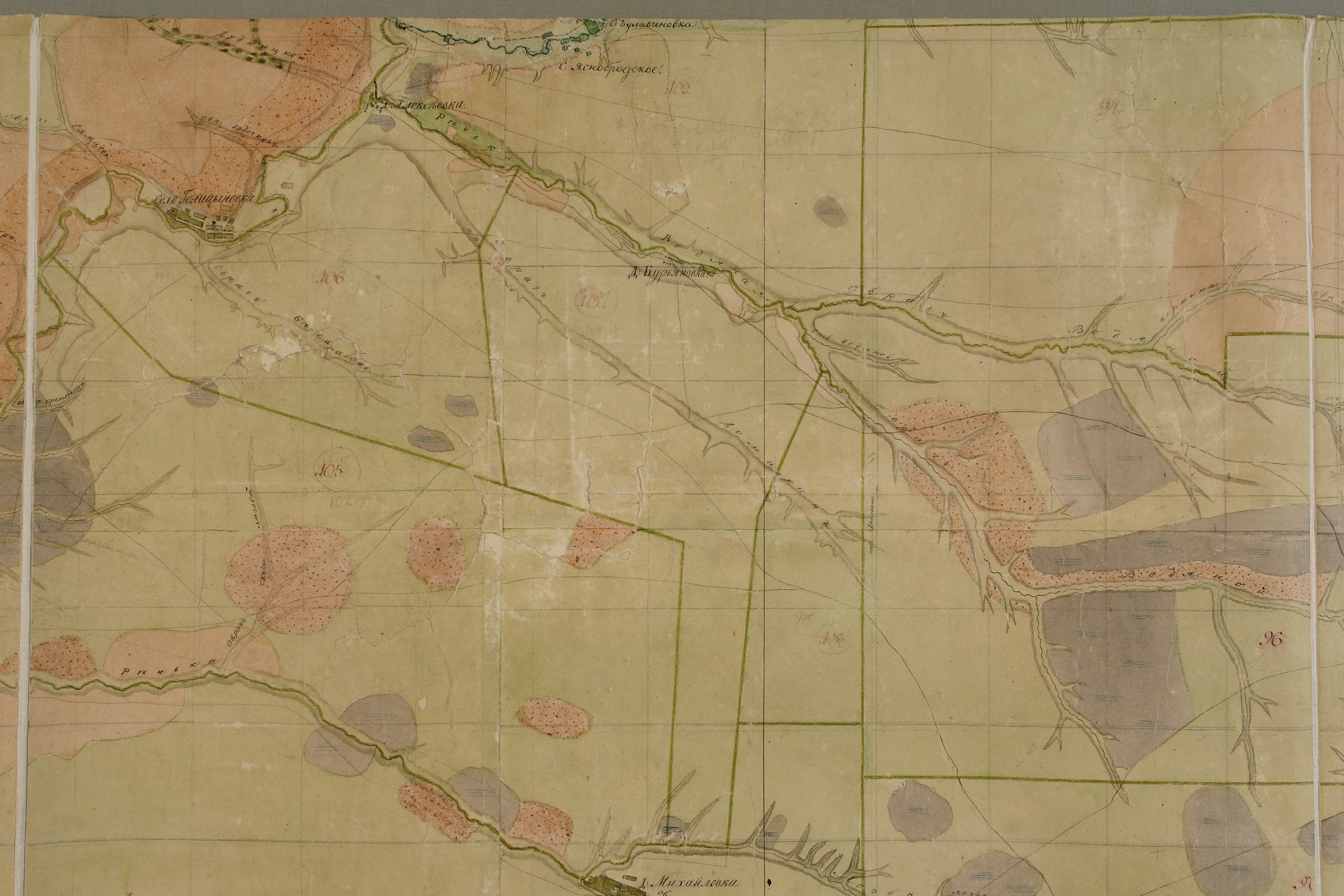
Голицыновка на ПГМ 1830 г.

В Донецком областном архиве сохранились метрические книги Петропавловской церкви села Галициновки Екатеринославской духовной консистории, Бахмутского уезда за 1890—1920 годы. С копиями этих документов можно ознакомиться на сайте архива.
Относительно подробно Голицыновка изображена на планах генерального межевания (ПГМ) Бахмутского уезда (1830).